# Danmarks Demokratiske Kvindeforbund
Danmarks Demokratiske Kvindeforbund (DDK) var en dansk fredsorganisation som existerade 1948–1990. Det var en del av Kvinnornas Demokratiska Världsförbund.
DDK grundades av bl.a. Agnete Olsen, Ellen Hørup, Valfrid Palmgren Munch-Petersen och Inger Merete Nordentoft. DDK arbetade för nedrustning, förbud mot kärnvapen, bekämpandet av fascism samt för kvinnors jämställdhet och mot kvinnoförtryck i främst tredje världen. 1950–1990 gav de ut tidningen Vi Kvinder. DDK hade sin storhetstid under 1950-talet då organisation expanderade kraftigt. Redan vid grundandet 1948 anklagades DDK av andra kvinnorättsorganisationer, i synnerhet Dansk Kvindesamfund, för att vara kommunistisk och sovjettrogen. Organisationen deltog bl.a. i Stockholmsappellen, som drevs på initiativ av sovjettrogna Världsfredsrådet.
DDK var medlemsorganisation i paraplyorganisationen Samarbejdskomiteen for Fred og Sikkerhed.
Andra framträdande medlemmar av DDK var Ditte Cederstrand, Alvilda Larsen och Anna Westergaard.

## Ordförande (ofullständig)
- Agnete Olsen (1948–1952)
- Ruth Hermann (1952–1965)
- Ulla Ryum (1975–1978)